# Intertotocupen

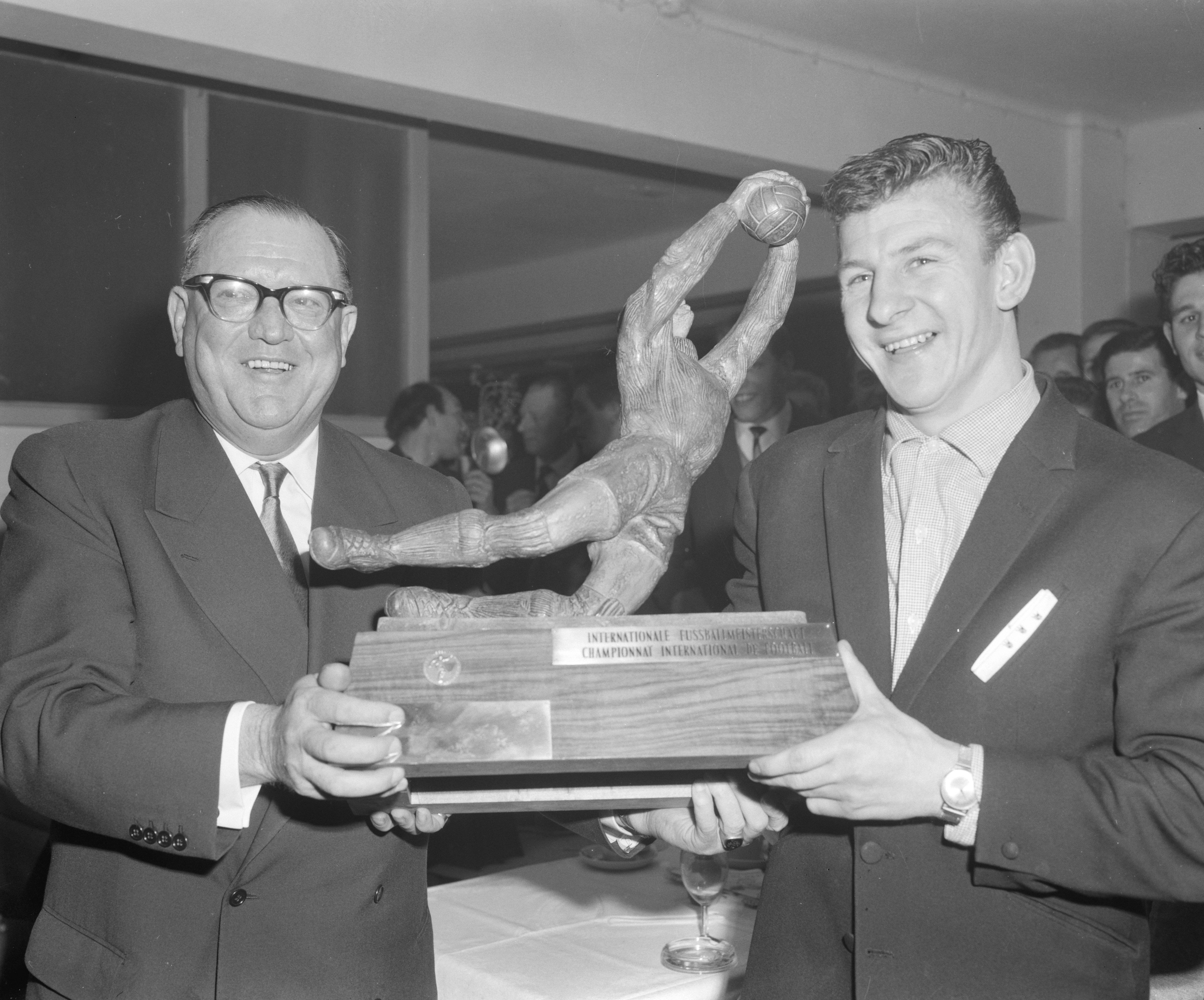
Uefas president Gustav Wiederkehr (till vänster) och Ajax-spelaren Co Prins efter Ajax vinst över Feyenoord i den första finalen 1962.

Intertotocupen, även kallad Tipscupen, var en fotbollsturnering för klubblag i Europa. Turneringen, som arrangerades av Uefa från och med säsongen 1995 under det officiella namnet Uefa Intertoto Cup, spelades första gången säsongen 1961/62, då kallad International Football Cup, och sista gången säsongen 2008. I cupen, som för det mesta spelades under sommaren då de stora ligorna i Europa hade speluppehåll, deltog klubbar som inte kvalificerat sig för de andra europeiska cuperna. Klubbarna behövde ansöka om en plats i cupen för att få vara med och bland de som ansökt valdes de ut som placerat sig högst i de nationella ligorna. När Uefa tog över turneringen 1995 infördes en möjlighet att genom Intertotocupen kvalificera sig för spel i Uefacupen.
Franska klubbar var de mest framgångsrika genom åren med 16 finalvinster och fem finalförluster. Tyska klubbar (inklusive både Väst- och Östtyskland) var näst bäst med tolv finalvinster och fem finalförluster. Stuttgart var den mest framgångsrika klubben med tre finalvinster.
Intertotocupen var från början främst avsedd som ett sätt att kunna tillhandahålla meningsfulla matcher att tippa på under sommaren, men erbjöd också en chans för de lite mindre klubbarna att spela mot klubbar från andra länder. Många klubbar tog inte denna cup särskilt seriöst utan såg den mer som ett tillfälle att visa upp spelare som man ville sälja till andra klubbar. Dessutom ansågs den i många fall fungera bra som matchträning för spelare som stod utanför A-laget för tillfället. Många klubbar i de större ligorna ville inte delta i Intertotocupen då de ansåg att det skulle störa deras förberedelser inför höstens ligaspel. Detta gällde även efter det att Uefa tog över turneringen 1995. Efter några år gjorde Uefa det möjligt för medlemsländerna att ge upp platser i cupen, vilka då i stället tilldelades andra medlemsländer.

## Historia
Intertotocupens upphovsmän var Karl Rappan, en österrikisk före detta landslagsspelare och förbundskapten för Schweiz, och schweizaren Ernst Thommen, Fifa-medlem och under en kort period 1961 tillförordnad Fifa-president. Thommen hade tidigare varit involverad i skapandet av Mässcupen och hade ekonomiska intressen i den schweiziska spelbranschen. Han hade de finansiella musklerna för att anordna en sommarturnering som skulle hålla intresset för spel vid liv när de stora europeiska ligorna låg nere. Uefa ville vid den här tiden inte ha med turneringen att göra, men godkände att den spelades. Klubbar som hade kvalificerat sig för någon av Uefas turneringar fick dock inte delta. Den första upplagan av cupen, då den kallades International Football Cup, drog igång 1961 och vanns av Ajax.
De första säsongerna bestod cupen av ett gruppspel under sommaren, vilket följdes av ett slutspel i form av en utslagsturnering från höst till vår, där till slut en ensam vinnare korades efter en regelrätt final. Det visade sig snart att det var svårt att hitta lämpliga speldatum för utslagsmatcherna, som spelades samtidigt som de flesta europeiska ligorna var i full gång. Efter säsongen 1966/67 avskaffades slutspelet och endast gruppspelet behölls. Gruppvinnarna erhöll prispengar, men ingen cupvinnare utsågs. Detta format användes till och med säsongen 1994.
Uefa tog över cupen 1995 och gjorde den mer intressant genom att erbjuda en chans för två klubbar att kvalificera sig för Uefacupen. Ett slutspel återinfördes efter gruppspelet, men det slutade med semifinaler där de två vinnarna fick varsin plats i Uefacupen säsongen 1995/96. Den ena klubben, Bordeaux, gick där ända till final och till Intertotocupens nästa säsong utökades antalet platser i Uefacupen till tre.
Formatet ändrades igen till säsongen 1998 då inget gruppspel förekom utan cupen blev en ren utslagsturnering. Klubbar från de större ligorna gick in i turneringen i ett senare skede. Fortfarande var det tre klubbar som vann cupen och fick spela i Uefacupen. Den sista ändringen gjordes till säsongen 2006. Antalet utslagsomgångar minskades från fem till tre och hela elva klubbar vann cupen och fick varsin plats i Uefacupen. Bara en plats per land erbjöds, men om en plats inte utnyttjades kunde ett annat land få en andra plats. Den av de elva vinnande klubbarna som gick längst i Uefacupen utsågs till totalvinnare av Intertotocupen.
Säsongen 2008 blev den sista upplagan av Intertotocupen. Som kompensation utökades antalet platser i Uefa Europa League, som Uefacupen bytt namn till.

## Resultat

### 1961/62–1963/64
Under cupens tre första säsonger avgjordes finalen i en enda avgörande match.
| Säsong  | Vinnare             | Resultat | Förlorare     | Arena                         |
| ------- | ------------------- | -------- | ------------- | ----------------------------- |
| 1961/62 | Ajax                | 4–2      | Feijenoord    | Olympiastadion, Amsterdam     |
| 1962/63 | Slovnaft Bratislava | 1–0      | Padova        | Silvio Appiani-stadion, Padua |
| 1963/64 | Slovnaft Bratislava | 1–0      | Polonia Bytom | Hohe Warte-stadion, Wien      |

1. ↑  Enligt vissa källor[9][10] avgjordes denna final i bäst av två matcher där klubbarna möttes hemma och borta och där första matchen i Bratislava slutade 0–0.

### 1964/65–1966/67
Under dessa tre säsonger avgjordes finalen i bäst av två matcher där klubbarna möttes hemma och borta. I tabellen nedan markeras den sammanlagda vinnaren med fet stil.
| Säsong  | Hemmalag                          | Resultat   | Bortalag                          | Arena                         |
| ------- | --------------------------------- | ---------- | --------------------------------- | ----------------------------- |
| 1964/65 | Leipzig                           | 3–0        | Polonia Bytom                     | Bruno-Plache-Stadion, Leipzig |
| 1964/65 | Polonia Bytom                     | 5–1        | Leipzig                           | Stadion Polonii, Bytom        |
| 1965/66 | IFK Norrköping                    | 1–0        | Lokomotive Leipzig                | Idrottsparken, Norrköping     |
| 1965/66 | Lokomotive Leipzig                | 4–0        | IFK Norrköping                    | Bruno-Plache-Stadion, Leipzig |
| 1966/67 | Internacionál Slovnaft Bratislava | 2–3        | Eintracht Frankfurt               | Štadión Pasienky, Bratislava  |
| 1966/67 | Eintracht Frankfurt               | 1–1 (e.f.) | Internacionál Slovnaft Bratislava | Waldstadion, Frankfurt        |

### 1967–1994
Under dessa säsonger förekom bara gruppspel, inget slutspel. 1967–1968 och 1970 delades klubbarna in i grupperna efter vilken region de kom ifrån. I tabellerna nedan presenteras alla gruppvinnare.
| Säsong | Grupp A1 | Grupp A2   | Grupp A3          | Grupp A4   | Grupp A5 | Grupp A6     | Grupp B1        | Grupp B2           | Grupp B3          | Grupp B4     | Grupp B5          | Grupp B6   | Grupp B7               | Grupp B8           |
| ------ | -------- | ---------- | ----------------- | ---------- | -------- | ------------ | --------------- | ------------------ | ----------------- | ------------ | ----------------- | ---------- | ---------------------- | ------------------ |
| 1967   | Lugano   | Feijenoord | Lille             | Lierse     |          |              | Hannover 96     | Zagłębie Sosnowiec | Polonia Bytom     | IFK Göteborg | Ruch Chorzów      | VSS Košice | KB                     | Fortuna Düsseldorf |
| 1968   | Nürnberg | Ajax       | Sporting Lissabon | Feijenoord | Español  | ADO Den Haag | Karl-Marx-Stadt | Hansa Rostock      | Slovan Bratislava | VSS Košice   | Lokomotíva Košice | Odra Opole | Eintracht Braunschweig | Legia Warszawa     |

| Säsong | Grupp 1  | Grupp 2          | Grupp 3 | Grupp 4    | Grupp 5        | Grupp 6         | Grupp 7 | Grupp 8      | Grupp 9    |
| ------ | -------- | ---------------- | ------- | ---------- | -------------- | --------------- | ------- | ------------ | ---------- |
| 1969   | Malmö FF | Szombierki Bytom | Fürth   | ZVL Žilina | IFK Norrköping | Jednota Trenčín | Frem    | Wisła Kraków | Odra Opole |

| Säsong | Grupp A1          | Grupp A2 | Grupp A3           | Grupp A4 | Grupp A5   | Grupp B1               | Grupp B2    | Grupp B3  | Grupp B4 | Grupp B5     | Grupp B6         | Grupp B7      | Grupp B8      |
| ------ | ----------------- | -------- | ------------------ | -------- | ---------- | ---------------------- | ----------- | --------- | -------- | ------------ | ---------------- | ------------- | ------------- |
| 1970   | Slovan Bratislava | Hamburg  | Sklo Union Teplice | MVV      | VSS Košice | Eintracht Braunschweig | Slavia Prag | Marseille | Öster    | Wisła Kraków | Austria Salzburg | Baník Ostrava | Polonia Bytom |

| Säsong | Grupp 1            | Grupp 2            | Grupp 3                           | Grupp 4                | Grupp 5            | Grupp 6                | Grupp 7                           | Grupp 8                           | Grupp 9           | Grupp 10                     | Grupp 11        | Grupp 12        |
| ------ | ------------------ | ------------------ | --------------------------------- | ---------------------- | ------------------ | ---------------------- | --------------------------------- | --------------------------------- | ----------------- | ---------------------------- | --------------- | --------------- |
| 1971   | Hertha Berlin      | Stal Mielec        | Servette                          | TŽ Třinec              | Åtvidaberg         | Eintracht Braunschweig | Austria Salzburg                  |                                   |                   |                              |                 |                 |
| 1972   | Nitra              | IFK Norrköping     | Saint-Étienne                     | Slavia Prag            | Slovan Bratislava  | Eintracht Braunschweig | Hannover 96                       | VÖEST Linz                        |                   |                              |                 |                 |
| 1973   | Hannover 96        | Slovan Bratislava  | Hertha Berlin                     | Zürich                 | ROW Rybnik         | Sklo Union Teplice     | Feijenoord                        | Wisła Kraków                      | Nitra             | Öster                        |                 |                 |
| 1974   | Zürich             | Hamburg            | Malmö FF                          | Standard Liège         | Slovan Bratislava  | Spartak TAZ Trnava     | Duisburg                          | Baník Ostrava OKD                 | VSS Košice        | CUF Barreiro                 |                 |                 |
| 1975   | SSW Innsbruck      | VÖEST Linz         | Eintracht Braunschweig            | Zagłębie Sosnowiec     | Zbrojovka Brno     | ROW Rybnik             | Åtvidaberg                        | Kaiserslautern                    | Belenenses        | Čelik Zenica                 |                 |                 |
| 1976   | Young Boys         | Hertha Berlin      | Sklo Union Teplice                | Baník Ostrava OKD      | Zbrojovka Brno     | Spartak TAZ Trnava     | Internacionál Slovnaft Bratislava | Öster                             | Djurgården        | Vojvodina                    | Widzew Łódź     |                 |
| 1977   | Halmstad           | Duisburg           | Internacionál Slovnaft Bratislava | Slavija Sofia          | Slavia IPS Prag    | Frem                   | Jednota Trenčín                   | Slovan Bratislava                 | Öster             | Pogoń Szczecin               |                 |                 |
| 1978   | Duisburg           | Slavia IPS Prag    | Hertha Berlin                     | Eintracht Braunschweig | Malmö FF           | Lokomotíva Košice      | Tatran Prešov                     | Maccabi Netanya                   | Grazer AK         |                              |                 |                 |
| 1979   | Werder Bremen      | Grasshoppers       | Eintracht Braunschweig            | Bohemians ČKD Prag     | Spartak TAZ Trnava | Zbrojovka Brno         | Pirin Blagoevgrad                 | Baník Ostrava OKD                 |                   |                              |                 |                 |
| 1980   | Standard Liège     | Bohemians ČKD Prag | Maccabi Netanya                   | Sparta ČKD Prag        | Plastika Nitra     | Halmstad               | Malmö FF                          | IFK Göteborg                      | Elfsborg          |                              |                 |                 |
| 1981   | Wiener SC          | Standard Liège     | Werder Bremen                     | Budućnost Titograd     | AGF                | Molenbeek              | IFK Göteborg                      | Stuttgarter Kickers               | Rudá Hvězda Cheb  |                              |                 |                 |
| 1982   | Standard Liège     | Widzew Łódź        | AGF                               | Lyngby                 | Admira/Wacker      | Bohemians ČKD Prag     | Brage                             | Öster · Zbrojovka Brno            | IFK Göteborg      |                              |                 |                 |
| 1983   | Twente             | Young Boys         | Pogoń Szczecin                    | Maccabi Netanya        | Sloboda Tuzla      | Bohemians ČKD Prag     | IFK Göteborg                      | Hammarby                          | Videoton          | Vítkovice                    |                 |                 |
| 1984   | Bohemians ČKD Prag | AGF                | Fortuna Düsseldorf                | Standard Liège         | AIK                | Malmö FF               | Videoton                          | Maccabi Netanya                   | Zürich            | GKS Katowice                 |                 |                 |
| 1985   | Werder Bremen      | Rot-Weiß Erfurt    | IFK Göteborg                      | AIK                    | Wismut Aue         | Sparta ČKD Prag        | Górnik Zabrze                     | Maccabi Haifa                     | Baník Ostrava OKD | Újpest                       | MTK Budapest    |                 |
| 1986   | Fortuna Düsseldorf | Union Berlin       | Malmö FF                          | Rot-Weiß Erfurt        | Sigma ZTS Olomouc  | Újpest                 | Brøndby                           | Lyngby                            | Lech Poznań       | IFK Göteborg                 | Slavia IPS Prag | Carl Zeiss Jena |
| 1987   | Carl Zeiss Jena    | Pogoń Szczecin     | Wismut Aue                        | Tatabányai Bányász     | Malmö FF           | AIK                    | Etăr Veliko Tărnovo               | Brøndby                           |                   |                              |                 |                 |
| 1988   | Malmö FF           | IFK Göteborg       | Baník Ostrava OKD                 | First Vienna           | Young Boys         | Kaiserslautern         | Ikast                             | Carl Zeiss Jena                   | Grasshoppers      | Karlsruhe                    | Bayer Uerdingen |                 |
| 1989   | Luzern             | B 1903             | Swarovski Tirol                   | Grasshoppers           | Tatabányai Bányász | Næstved                | Örebro                            | Sparta ČKD Prag                   | Baník Ostrava OKD | Örgryte                      | Kaiserslautern  |                 |
| 1990   | Neuchâtel Xamax    | Swarovski Tirol    | Lech Poznań                       | Slovan Bratislava      | Malmö FF           | GAIS                   | Luzern                            | First Vienna                      | Chemnitz          | Bayer Uerdingen              | OB              |                 |
| 1991   | Neuchâtel Xamax    | Lausanne-Sports    | Casino Salzburg                   | Dukla Banská Bystrica  | B 1903             | Grasshoppers           | Bayer Uerdingen                   | DAC Poľnohospodár Dunajská Streda | Swarovski Tirol   | Örebro                       |                 |                 |
| 1992   | FC Köpenhamn       | Siófok Bányász     | Bayer Uerdingen                   | Karlsruhe              | Rapid Wien         | Lyngby                 | Slovan Bratislava                 | AaB                               | Slavia Prag       | Lokomotiv Gorna Orjachovitsa |                 |                 |
| 1993   | Rapid Wien         | Trelleborg         | IFK Norrköping                    | Malmö FF               | Slavia Prag        | Zürich                 | Young Boys                        | Dynamo Dresden                    |                   |                              |                 |                 |
| 1994   | Halmstad           | Young Boys         | AIK                               | Hamburg                | Békéscsabai Előre  | Slovan Bratislava      | Grasshoppers                      | Austria Wien                      |                   |                              |                 |                 |

1. 1 2  Delad gruppvinnare

### 1995
Inför denna säsong tog Uefa över cupen och vinnarna av det återinförda slutspelet kvalificerade sig för Uefacupen. Första säsongen var det två "finaler" och de avgjordes i bäst av två matcher där klubbarna möttes hemma och borta. I tabellen nedan markeras den sammanlagda vinnaren med fet stil.
| Säsong | Hemmalag        | Resultat | Bortalag        | Arena                           |
| ------ | --------------- | -------- | --------------- | ------------------------------- |
| 1995   | Tirol Innsbruck | 1–1      | Strasbourg      | Tivoli-Stadion, Innsbruck       |
| 1995   | Strasbourg      | 6–1      | Tirol Innsbruck | Stade de la Meinau, Strasbourg  |
| 1995   | Karlsruhe       | 0–2      | Bordeaux        | Wildparkstadion, Karlsruhe      |
| 1995   | Bordeaux        | 2–2      | Karlsruhe       | Stade du Parc Lescure, Bordeaux |

### 1996–2005
Under dessa säsonger utökades antalet "finaler" till tre och de avgjordes liksom tidigare i bäst av två matcher där klubbarna möttes hemma och borta. I tabellen nedan markeras den sammanlagda vinnaren med fet stil.
| Säsong | Hemmalag               | Resultat              | Bortalag               | Arena                                                |
| ------ | ---------------------- | --------------------- | ---------------------- | ---------------------------------------------------- |
| 1996   | Standard Liège         | 1–0                   | Karlsruhe              | Stade Maurice Dufrasne, Liège                        |
| 1996   | Karlsruhe              | 3–1                   | Standard Liège         | Wildparkstadion, Karlsruhe                           |
| 1996   | Rotor Volgograd        | 2–1                   | Guingamp               | Centralstadion, Volgograd                            |
| 1996   | Guingamp               | 1–0 (BM)              | Rotor Volgograd        | Stade de Roudourou, Guingamp                         |
| 1996   | Segesta Sisak          | 1–2                   | Silkeborg              | Gradskistadion, Sisak                                |
| 1996   | Silkeborg              | 0–1 (BM)              | Segesta Sisak          | Silkeborg stadion, Silkeborg                         |
| 1997   | Halmstad               | 0–1                   | Bastia                 | Örjans vall, Halmstad                                |
| 1997   | Bastia                 | 1–1 (e.f.)            | Halmstad               | Stade Armand Cesari, Bastia                          |
| 1997   | Montpellier            | 0–1                   | Lyon                   | Stade de la Mosson, Montpellier                      |
| 1997   | Lyon                   | 3–2                   | Montpellier            | Stade de Gerland, Lyon                               |
| 1997   | Duisburg               | 0–0                   | Auxerre                | Wedaustadion, Duisburg                               |
| 1997   | Auxerre                | 2–0                   | Duisburg               | Stade de l'Abbé Deschamps, Auxerre                   |
| 1998   | Wüstenrot Salzburg     | 0–2                   | Valencia               | Lehenstadion, Salzburg                               |
| 1998   | Valencia               | 2–1                   | Wüstenrot Salzburg     | Estadio de Mestalla, Valencia                        |
| 1998   | Werder Bremen          | 1–0                   | Vojvodina              | Weserstadion, Bremen                                 |
| 1998   | Vojvodina              | 1–1                   | Werder Bremen          | Stadion Karadjordje, Novi Sad                        |
| 1998   | Bologna                | 1–0                   | Ruch Chorzów           | Stadio Renato Dall'Ara, Bologna                      |
| 1998   | Ruch Chorzów           | 0–2                   | Bologna                | Stadion Ruchu Chorzów, Chorzów                       |
| 1999   | Montpellier            | 1–1                   | Hamburg                | Stade de la Mosson, Montpellier                      |
| 1999   | Hamburg                | 1–1 (e.f.) (0–3 str.) | Montpellier            | Volksparkstadion, Hamburg                            |
| 1999   | Juventus               | 2–0                   | Rennes                 | Stadio Dino Manuzzi, Cesena                          |
| 1999   | Rennes                 | 2–2                   | Juventus               | Stade de la route de Lorient, Rennes                 |
| 1999   | West Ham United        | 0–1                   | Metz                   | Boleyn Ground, London                                |
| 1999   | Metz                   | 1–3                   | West Ham United        | Stade Saint-Symphorien, Metz                         |
| 2000   | Sigma Olomouc          | 2–2                   | Udinese                | Andrův stadion, Olomouc                              |
| 2000   | Udinese                | 4–2 (e.f.)            | Sigma Olomouc          | Stadio Friuli, Udine                                 |
| 2000   | Celta Vigo             | 2–1                   | Zenit Sankt Petersburg | Estadio de Balaídos, Vigo                            |
| 2000   | Zenit Sankt Petersburg | 2–2                   | Celta Vigo             | Petrovskijstadion, Sankt Petersburg                  |
| 2000   | Auxerre                | 0–2                   | Stuttgart              | Stade de l'Abbé Deschamps, Auxerre                   |
| 2000   | Stuttgart              | 1–1                   | Auxerre                | Gottlieb-Daimler-Stadion, Stuttgart                  |
| 2001   | Basel                  | 1–1                   | Aston Villa            | St. Jakob-Park, Basel                                |
| 2001   | Aston Villa            | 4–1                   | Basel                  | Villa Park, Birmingham                               |
| 2001   | Paris Saint-Germain    | 0–0                   | Brescia                | Parc des Princes, Paris                              |
| 2001   | Brescia                | 1–1 (BM)              | Paris Saint-Germain    | Stadio Mario Rigamonti, Brescia                      |
| 2001   | Troyes                 | 0–0                   | Newcastle United       | Stade de l'Aube, Troyes                              |
| 2001   | Newcastle United       | 4–4 (BM)              | Troyes                 | St James' Park, Newcastle                            |
| 2002   | Villarreal             | 0–1                   | Málaga                 | Estadio El Madrigal, Villarreal                      |
| 2002   | Málaga                 | 1–1                   | Villarreal             | Estadio La Rosaleda, Málaga                          |
| 2002   | Bologna                | 2–2                   | Fulham                 | Stadio Renato Dall'Ara, Bologna                      |
| 2002   | Fulham                 | 3–1                   | Bologna                | Loftus Road, London                                  |
| 2002   | Lille                  | 1–0                   | Stuttgart              | Stade Grimonprez-Jooris, Lille                       |
| 2002   | Stuttgart              | 2–0                   | Lille                  | Gottlieb-Daimler-Stadion, Stuttgart                  |
| 2003   | Superfund              | 0–2                   | Schalke 04             | Waldstadion, Pasching                                |
| 2003   | Schalke 04             | 0–0                   | Superfund              | Arena AufSchalke, Gelsenkirchen                      |
| 2003   | Heerenveen             | 1–2                   | Villarreal             | Abe Lenstra Stadion, Heerenveen                      |
| 2003   | Villarreal             | 0–0                   | Heerenveen             | Estadio El Madrigal, Villarreal                      |
| 2003   | Perugia                | 1–0                   | Wolfsburg              | Stadio Renato Curi, Perugia                          |
| 2003   | Wolfsburg              | 0–2                   | Perugia                | Volkswagen Arena, Wolfsburg                          |
| 2004   | Lille                  | 0–0                   | União Leiria           | Stadium Nord de Villeneuve d'Ascq, Villeneuve-d'Ascq |
| 2004   | União Leiria           | 0–2 (e.f.)            | Lille                  | Estádio Dr. Magalhães Pessoa, Leiria                 |
| 2004   | Schalke 04             | 2–1                   | Slovan Liberec         | Arena AufSchalke, Gelsenkirchen                      |
| 2004   | Slovan Liberec         | 0–1                   | Schalke 04             | Stadion u Nisy, Liberec                              |
| 2004   | Villarreal             | 2–0                   | Atlético Madrid        | Estadio El Madrigal, Villarreal                      |
| 2004   | Atlético Madrid        | 2–0 (e.f.) (1–3 str.) | Villarreal             | Estadio Vicente Calderón, Madrid                     |
| 2005   | Hamburg                | 1–0                   | Valencia               | AOL Arena, Hamburg                                   |
| 2005   | Valencia               | 0–0                   | Hamburg                | Estadio de Mestalla, Valencia                        |
| 2005   | Ecomax Cluj            | 1–1                   | Lens                   | Dr. Constantin Rădulescu-stadion, Cluj-Napoca        |
| 2005   | Lens                   | 3–1                   | Ecomax Cluj            | Stade Félix Bollaert, Lens                           |
| 2005   | Deportivo La Coruña    | 2–0                   | Marseille              | Estadio Municipal de Riazor, La Coruña               |
| 2005   | Marseille              | 5–1                   | Deportivo La Coruña    | Stade Vélodrome, Marseille                           |

### 2006–2008
Under dessa säsonger utökades antalet "finaler" till elva och de avgjordes liksom tidigare i bäst av två matcher där klubbarna möttes hemma och borta. I tabellen nedan markeras den sammanlagda vinnaren med fet stil. Den klubb som gick längst i Uefacupen och därför utsågs till totalvinnare av Intertotocupen markeras med guldfärgad bakgrund.
| Säsong | Hemmalag              | Resultat               | Bortalag              | Arena                                   |
| ------ | --------------------- | ---------------------- | --------------------- | --------------------------------------- |
| 2006   | Auxerre               | 4–1                    | Farul Constanța       | Stade de l'Abbé Deschamps, Auxerre      |
| 2006   | Farul Constanța       | 1–0                    | Auxerre               | Farulstadion, Constanța                 |
| 2006   | AEL                   | 0–0                    | Kayserispor           | Panthessalikostadion, Volos             |
| 2006   | Kayserispor           | 2–0                    | AEL                   | Kayseri Atatürk-stadion, Kayseri        |
| 2006   | Villarreal            | 1–2                    | Maribor               | Estadio El Madrigal, Vila-real          |
| 2006   | Maribor               | 1–1                    | Villarreal            | Stadion Ljudski vrt, Maribor            |
| 2006   | Maccabi Petah Tikva   | 0–2                    | Ethnikos Achnas       | Herzliyastadion, Herzliya               |
| 2006   | Ethnikos Achnas       | 2–3                    | Maccabi Petah Tikva   | Dasaki Achnas-stadion, Dasaki Achnas    |
| 2006   | Grasshoppers          | 2–1                    | Gent                  | Hardturmstadion, Zürich                 |
| 2006   | Gent                  | 1–1                    | Grasshoppers          | Jules Ottenstadion, Gent                |
| 2006   | Marseille             | 0–0                    | Dnipro Dnipropetrovsk | Stade Parsemain, Fos-sur-Mer            |
| 2006   | Dnipro Dnipropetrovsk | 2–2 (BM)               | Marseille             | Meteorstadion, Dnipropetrovsk           |
| 2006   | Hertha Berlin         | 0–0                    | FK Moskva             | Friedrich-Ludwig-Jahn-Sportpark, Berlin |
| 2006   | FK Moskva             | 0–2                    | Hertha Berlin         | Eduard Streltsov-stadion, Moskva        |
| 2006   | Ried                  | 3–1                    | Tiraspol              | Fill Metallbau Stadion, Ried            |
| 2006   | Tiraspol              | 1–1                    | Ried                  | Sheriffstadion, Tiraspol                |
| 2006   | Newcastle United      | 1–1                    | Lillestrøm            | St James' Park, Newcastle               |
| 2006   | Lillestrøm            | 0–3                    | Newcastle United      | Åråsen stadion, Lillestrøm              |
| 2006   | Kalmar FF             | 1–0                    | Twente                | Fredriksskans IP, Kalmar                |
| 2006   | Twente                | 3–1                    | Kalmar FF             | Arke Stadion, Enschede                  |
| 2006   | OB                    | 1–0                    | Hibernian             | Fionia Park, Odense                     |
| 2006   | Hibernian             | 2–1 (BM)               | OB                    | Easter Road, Edinburgh                  |
| 2007   | Hajduk Kula           | 1–0                    | União Leiria          | Stadion Crvena Zvezda, Belgrad          |
| 2007   | União Leiria          | 4–1 (e.f.)             | Hajduk Kula           | Estádio Dr. Magalhães Pessoa, Leiria    |
| 2007   | Tjerno More Varna     | 0–1                    | Sampdoria             | Lazurstadion, Burgas                    |
| 2007   | Sampdoria             | 1–0                    | Tjerno More Varna     | Stadio Luigi Ferraris, Genua            |
| 2007   | Gloria Bistrița       | 2–1                    | Atlético Madrid       | Stadionul Municipal Gloria, Bistrița    |
| 2007   | Atlético Madrid       | 1–0 (BM)               | Gloria Bistrița       | Estadio Vicente Calderón, Madrid        |
| 2007   | Oțelul Galați         | 2–1                    | Trabzonspor           | Oțelulstadion, Galați                   |
| 2007   | Trabzonspor           | 1–2                    | Oțelul Galați         | Hüseyin Avni Aker-stadion, Trabzon      |
| 2007   | Tobol Qostanaj        | 1–0                    | OFI Kreta             | Centralstadion, Qostanaj                |
| 2007   | OFI Kreta             | 0–1                    | Tobol Qostanaj        | Pankritiostadion, Heraklion             |
| 2007   | Dacia Chișinău        | 1–1                    | Hamburg               | Zimbrustadion, Chișinău                 |
| 2007   | Hamburg               | 4–0                    | Dacia Chișinău        | AOL Arena, Hamburg                      |
| 2007   | Tjornomorets Odessa   | 0–0                    | Lens                  | Tjornomorets Centralstadion, Odessa     |
| 2007   | Lens                  | 3–1                    | Tjornomorets Odessa   | Stade Félix Bollaert, Lens              |
| 2007   | Rapid Wien            | 3–1                    | Rubin Kazan           | Gerhard-Hanappi-Stadion, Wien           |
| 2007   | Rubin Kazan           | 0–0                    | Rapid Wien            | Centralstadion, Kazan                   |
| 2007   | Vėtra Vilnius         | 0–2                    | Blackburn Rovers      | Vėtros stadionas, Vilnius               |
| 2007   | Blackburn Rovers      | 4–0                    | Vėtra Vilnius         | Ewood Park, Blackburn                   |
| 2007   | Hammarby              | 0–0                    | Utrecht               | Råsunda fotbollsstadion, Solna          |
| 2007   | Utrecht               | 1–1 (BM)               | Hammarby              | Stadion Galgenwaard, Utrecht            |
| 2007   | Gent                  | 1–1                    | AaB                   | Jules Ottenstadion, Gent                |
| 2007   | AaB                   | 2–1                    | Gent                  | Aalborg stadion, Ålborg                 |
| 2008   | Bnei Sakhnin          | 1–2                    | Deportivo La Coruña   | Kiryat Eliezer-stadion, Haifa           |
| 2008   | Deportivo La Coruña   | 1–0                    | Bnei Sakhnin          | Estadio Municipal de Riazor, La Coruña  |
| 2008   | Panionios             | 0–1                    | Napoli                | Nea Smyrni-stadion, Aten                |
| 2008   | Napoli                | 1–0                    | Panionios             | San Paolo-stadion, Neapel               |
| 2008   | Sivasspor             | 0–2                    | Braga                 | Sivas 4 Eylül-stadion, Sivas            |
| 2008   | Braga                 | 3–0                    | Sivasspor             | Estádio Municipal de Braga, Braga       |
| 2008   | Grasshoppers          | 3–0                    | Tjernomorets Burgas   | Letzigrundstadion, Zürich               |
| 2008   | Tjernomorets Burgas   | 0–1                    | Grasshoppers          | Georgi Asparuchov-stadion, Sofia        |
| 2008   | Saturn Moskva Oblast  | 1–0                    | Stuttgart             | Saturnstadion, Ramenskoje               |
| 2008   | Stuttgart             | 3–0 (e.f.)             | Saturn Moskva Oblast  | Gottlieb-Daimler-Stadion, Stuttgart     |
| 2008   | Nefttji Baku          | 2–1                    | Vaslui                | Tofiq Bähramov-stadion, Baku            |
| 2008   | Vaslui                | 2–0                    | Nefttji Baku          | Stadionul Municipal, Vaslui             |
| 2008   | Rennes                | 1–0                    | Tavrija Simferopol    | Stade de la route de Lorient, Rennes    |
| 2008   | Tavrija Simferopol    | 1–0 (e.f.) (9–10 str.) | Rennes                | RSC Lokomotivstadion, Simferopol        |
| 2008   | Sturm Graz            | 0–0                    | Budapest Honvéd       | UPC-Arena, Graz                         |
| 2008   | Budapest Honvéd       | 1–2                    | Sturm Graz            | Bozsik József-stadion, Budapest         |
| 2008   | NAC Breda             | 1–0                    | Rosenborg             | Rat Verlegh-stadion, Breda              |
| 2008   | Rosenborg             | 2–0                    | NAC Breda             | Lerkendal stadion, Trondheim            |
| 2008   | OB                    | 2–2                    | Aston Villa           | Fionia Park, Odense                     |
| 2008   | Aston Villa           | 1–0                    | OB                    | Villa Park, Birmingham                  |
| 2008   | Elfsborg              | 1–0                    | Rīga                  | Borås Arena, Borås                      |
| 2008   | Rīga                  | 0–0                    | Elfsborg              | Daugava Stadion, Liepāja                |

## Resultat per klubb
Nedanstående tabell presenterar det sammanlagda antalet finalvinster och -förluster samt gruppvinster (endast 1967–1994) per klubb av Intertotocupen.
| Nr  | Klubb                        | Final- vinster | Final- förluster | Grupp- vinster | Finalvinstår     | Finalförlustår | Gruppvinstår                                               |
| --- | ---------------------------- | -------------- | ---------------- | -------------- | ---------------- | -------------- | ---------------------------------------------------------- |
| 1   | Stuttgart                    | 3              | 0                | 0              | 2000, 2002, 2008 | -              | -                                                          |
| 2   | Villarreal                   | 2              | 2                | 0              | 2003, 2004       | 2002, 2006     | -                                                          |
| 3   | Hamburg                      | 2              | 1                | 3              | 2005, 2007       | 1999           | 1970, 1974, 1994                                           |
| 4   | Inter Bratislava             | 2              | 1                | 2              | 1963, 1964       | 1967           | 1976, 1977                                                 |
| 5   | Auxerre                      | 2              | 1                | 0              | 1997, 2006       | 2000           | -                                                          |
| 6   | Grasshoppers                 | 2              | 0                | 5              | 2006, 2008       | -              | 1979, 1988, 1989, 1991, 1994                               |
| 7   | Marseille                    | 2              | 0                | 1              | 2005, 2006       | -              | 1970                                                       |
| 8   | Schalke 04                   | 2              | 0                | 0              | 2003, 2004       | -              | -                                                          |
| 8   | Lens                         | 2              | 0                | 0              | 2005, 2007       | -              | -                                                          |
| 8   | Aston Villa                  | 2              | 0                | 0              | 2001, 2008       | -              | -                                                          |
| 11  | Polonia Bytom                | 1              | 1                | 2              | 1965             | 1964           | 1967, 1970                                                 |
| 11  | Karlsruhe                    | 1              | 1                | 2              | 1996             | 1995           | 1988, 1992                                                 |
| 13  | Lille                        | 1              | 1                | 1              | 2004             | 2002           | 1967                                                       |
| 13  | OB                           | 1              | 1                | 1              | 2006             | 2008           | 1990                                                       |
| 15  | Lokomotive Leipzig           | 1              | 1                | 0              | 1966             | 1965           | -                                                          |
| 15  | Bologna                      | 1              | 1                | 0              | 1998             | 2002           | -                                                          |
| 15  | Valencia                     | 1              | 1                | 0              | 1998             | 2005           | -                                                          |
| 15  | Montpellier                  | 1              | 1                | 0              | 1999             | 1997           | -                                                          |
| 15  | Newcastle United             | 1              | 1                | 0              | 2006             | 2001           | -                                                          |
| 15  | Atlético Madrid              | 1              | 1                | 0              | 2007             | 2004           | -                                                          |
| 15  | União Leiria                 | 1              | 1                | 0              | 2007             | 2004           | -                                                          |
| 15  | Rennes                       | 1              | 1                | 0              | 2008             | 1999           | -                                                          |
| 15  | Deportivo La Coruña          | 1              | 1                | 0              | 2008             | 2005           | -                                                          |
| 24  | Hertha Berlin                | 1              | 0                | 4              | 2006             | -              | 1971, 1973, 1976, 1978                                     |
| 25  | Werder Bremen                | 1              | 0                | 3              | 1998             | -              | 1979, 1981, 1985                                           |
| 26  | Rapid Wien                   | 1              | 0                | 2              | 2007             | -              | 1992, 1993                                                 |
| 27  | Ajax                         | 1              | 0                | 1              | 1962             | -              | 1968                                                       |
| 27  | Twente                       | 1              | 0                | 1              | 2006             | -              | 1983                                                       |
| 27  | Hammarby                     | 1              | 0                | 1              | 2007             | -              | 1983                                                       |
| 27  | AaB                          | 1              | 0                | 1              | 2007             | -              | 1992                                                       |
| 27  | Elfsborg                     | 1              | 0                | 1              | 2008             | -              | 1980                                                       |
| 32  | Eintracht Frankfurt          | 1              | 0                | 0              | 1967             | -              | -                                                          |
| 32  | Bordeaux                     | 1              | 0                | 0              | 1995             | -              | -                                                          |
| 32  | Strasbourg Alsace            | 1              | 0                | 0              | 1995             | -              | -                                                          |
| 32  | Guingamp                     | 1              | 0                | 0              | 1996             | -              | -                                                          |
| 32  | Silkeborg                    | 1              | 0                | 0              | 1996             | -              | -                                                          |
| 32  | Bastia                       | 1              | 0                | 0              | 1997             | -              | -                                                          |
| 32  | Lyon                         | 1              | 0                | 0              | 1997             | -              | -                                                          |
| 32  | Juventus                     | 1              | 0                | 0              | 1999             | -              | -                                                          |
| 32  | West Ham United              | 1              | 0                | 0              | 1999             | -              | -                                                          |
| 32  | Celta Vigo                   | 1              | 0                | 0              | 2000             | -              | -                                                          |
| 32  | Udinese                      | 1              | 0                | 0              | 2000             | -              | -                                                          |
| 32  | Paris Saint-Germain          | 1              | 0                | 0              | 2001             | -              | -                                                          |
| 32  | Troyes                       | 1              | 0                | 0              | 2001             | -              | -                                                          |
| 32  | Fulham                       | 1              | 0                | 0              | 2002             | -              | -                                                          |
| 32  | Málaga                       | 1              | 0                | 0              | 2002             | -              | -                                                          |
| 32  | Perugia                      | 1              | 0                | 0              | 2003             | -              | -                                                          |
| 32  | Ethnikos Achnas              | 1              | 0                | 0              | 2006             | -              | -                                                          |
| 32  | Kayserispor                  | 1              | 0                | 0              | 2006             | -              | -                                                          |
| 32  | Maribor                      | 1              | 0                | 0              | 2006             | -              | -                                                          |
| 32  | Ried                         | 1              | 0                | 0              | 2006             | -              | -                                                          |
| 32  | Blackburn Rovers             | 1              | 0                | 0              | 2007             | -              | -                                                          |
| 32  | Oțelul Galați                | 1              | 0                | 0              | 2007             | -              | -                                                          |
| 32  | Sampdoria                    | 1              | 0                | 0              | 2007             | -              | -                                                          |
| 32  | Tobol Qostanaj               | 1              | 0                | 0              | 2007             | -              | -                                                          |
| 32  | Braga                        | 1              | 0                | 0              | 2008             | -              | -                                                          |
| 32  | Napoli                       | 1              | 0                | 0              | 2008             | -              | -                                                          |
| 32  | Rosenborg                    | 1              | 0                | 0              | 2008             | -              | -                                                          |
| 32  | Sturm Graz                   | 1              | 0                | 0              | 2008             | -              | -                                                          |
| 32  | Vaslui                       | 1              | 0                | 0              | 2008             | -              | -                                                          |
| 61  | Gent                         | 0              | 2                | 0              | -                | 2006, 2007     | -                                                          |
| 62  | Standard Liège               | 0              | 1                | 5              | -                | 1996           | 1974, 1980, 1981, 1982, 1984                               |
| 63  | Feyenoord                    | 0              | 1                | 3              | -                | 1962           | 1967, 1968, 1973                                           |
| 63  | IFK Norrköping               | 0              | 1                | 3              | -                | 1966           | 1969, 1972, 1993                                           |
| 63  | Duisburg                     | 0              | 1                | 3              | -                | 1997           | 1974, 1977, 1978                                           |
| 63  | Halmstad                     | 0              | 1                | 3              | -                | 1997           | 1977, 1980, 1994                                           |
| 63  | Red Bull Salzburg            | 0              | 1                | 3              | -                | 1998           | 1970, 1971, 1991                                           |
| 68  | Ruch Chorzów                 | 0              | 1                | 1              | -                | 1998           | 1967                                                       |
| 68  | Vojvodina                    | 0              | 1                | 1              | -                | 1998           | 1976                                                       |
| 68  | Sigma Olomouc                | 0              | 1                | 1              | -                | 2000           | 1986                                                       |
| 71  | Padova                       | 0              | 1                | 0              | -                | 1963           | -                                                          |
| 71  | Tirol Innsbruck              | 0              | 1                | 0              | -                | 1995           | -                                                          |
| 71  | Rotor Volgograd              | 0              | 1                | 0              | -                | 1996           | -                                                          |
| 71  | Segesta Sisak                | 0              | 1                | 0              | -                | 1996           | -                                                          |
| 71  | Metz                         | 0              | 1                | 0              | -                | 1999           | -                                                          |
| 71  | Zenit Sankt Petersburg       | 0              | 1                | 0              | -                | 2000           | -                                                          |
| 71  | Basel                        | 0              | 1                | 0              | -                | 2001           | -                                                          |
| 71  | Brescia                      | 0              | 1                | 0              | -                | 2001           | -                                                          |
| 71  | ASKÖ Pasching                | 0              | 1                | 0              | -                | 2003           | -                                                          |
| 71  | Heerenveen                   | 0              | 1                | 0              | -                | 2003           | -                                                          |
| 71  | Wolfsburg                    | 0              | 1                | 0              | -                | 2003           | -                                                          |
| 71  | Slovan Liberec               | 0              | 1                | 0              | -                | 2004           | -                                                          |
| 71  | CFR Cluj                     | 0              | 1                | 0              | -                | 2005           | -                                                          |
| 71  | AEL                          | 0              | 1                | 0              | -                | 2006           | -                                                          |
| 71  | Dnipro                       | 0              | 1                | 0              | -                | 2006           | -                                                          |
| 71  | Farul Constanța              | 0              | 1                | 0              | -                | 2006           | -                                                          |
| 71  | FK Moskva                    | 0              | 1                | 0              | -                | 2006           | -                                                          |
| 71  | Hibernian                    | 0              | 1                | 0              | -                | 2006           | -                                                          |
| 71  | Kalmar FF                    | 0              | 1                | 0              | -                | 2006           | -                                                          |
| 71  | Lillestrøm                   | 0              | 1                | 0              | -                | 2006           | -                                                          |
| 71  | Maccabi Petah Tikva          | 0              | 1                | 0              | -                | 2006           | -                                                          |
| 71  | Tiraspol                     | 0              | 1                | 0              | -                | 2006           | -                                                          |
| 71  | Dacia Chișinău               | 0              | 1                | 0              | -                | 2007           | -                                                          |
| 71  | Gloria Bistrița              | 0              | 1                | 0              | -                | 2007           | -                                                          |
| 71  | Hajduk Kula                  | 0              | 1                | 0              | -                | 2007           | -                                                          |
| 71  | OFI Kreta                    | 0              | 1                | 0              | -                | 2007           | -                                                          |
| 71  | Rubin Kazan                  | 0              | 1                | 0              | -                | 2007           | -                                                          |
| 71  | Tjerno More Varna            | 0              | 1                | 0              | -                | 2007           | -                                                          |
| 71  | Tjornomorets Odessa          | 0              | 1                | 0              | -                | 2007           | -                                                          |
| 71  | Trabzonspor                  | 0              | 1                | 0              | -                | 2007           | -                                                          |
| 71  | Utrecht                      | 0              | 1                | 0              | -                | 2007           | -                                                          |
| 71  | Vėtra Vilnius                | 0              | 1                | 0              | -                | 2007           | -                                                          |
| 71  | Bnei Sakhnin                 | 0              | 1                | 0              | -                | 2008           | -                                                          |
| 71  | Budapest Honvéd              | 0              | 1                | 0              | -                | 2008           | -                                                          |
| 71  | NAC Breda                    | 0              | 1                | 0              | -                | 2008           | -                                                          |
| 71  | Nefttji Baku                 | 0              | 1                | 0              | -                | 2008           | -                                                          |
| 71  | Panionios                    | 0              | 1                | 0              | -                | 2008           | -                                                          |
| 71  | Rīga                         | 0              | 1                | 0              | -                | 2008           | -                                                          |
| 71  | Saturn Moskva Oblast         | 0              | 1                | 0              | -                | 2008           | -                                                          |
| 71  | Sivasspor                    | 0              | 1                | 0              | -                | 2008           | -                                                          |
| 71  | Tjernomorets Burgas          | 0              | 1                | 0              | -                | 2008           | -                                                          |
| 71  | TSK Simferopol               | 0              | 1                | 0              | -                | 2008           | -                                                          |
| 113 | Malmö FF                     | 0              | 0                | 10             | -                | -              | 1969, 1974, 1978, 1980, 1984, 1986, 1987, 1988, 1990, 1993 |
| 114 | Slovan Bratislava            | 0              | 0                | 9              | -                | -              | 1968, 1970, 1972, 1973, 1974, 1977, 1990, 1992, 1994       |
| 115 | IFK Göteborg                 | 0              | 0                | 8              | -                | -              | 1967, 1980, 1981, 1982, 1983, 1985, 1986, 1988             |
| 116 | Eintracht Braunschweig       | 0              | 0                | 7              | -                | -              | 1968, 1970, 1971, 1972, 1975, 1978, 1979                   |
| 116 | Baník Ostrava                | 0              | 0                | 7              | -                | -              | 1970, 1974, 1976, 1979, 1985, 1988, 1989                   |
| 116 | Slavia Prag                  | 0              | 0                | 7              | -                | -              | 1970, 1972, 1977, 1978, 1986, 1992, 1993                   |
| 119 | Öster                        | 0              | 0                | 5              | -                | -              | 1970, 1973, 1976, 1977, 1982                               |
| 119 | Bohemians 1905               | 0              | 0                | 5              | -                | -              | 1979, 1980, 1982, 1983, 1984                               |
| 119 | Young Boys                   | 0              | 0                | 5              | -                | -              | 1976, 1983, 1988, 1993, 1994                               |
| 122 | VSS Košice                   | 0              | 0                | 4              | -                | -              | 1967, 1968, 1970, 1974                                     |
| 122 | Zbrojovka Brno               | 0              | 0                | 4              | -                | -              | 1975, 1976, 1979, 1982                                     |
| 122 | Maccabi Netanya              | 0              | 0                | 4              | -                | -              | 1978, 1980, 1983, 1984                                     |
| 122 | KFC Uerdingen                | 0              | 0                | 4              | -                | -              | 1988, 1990, 1991, 1992                                     |
| 122 | Zürich                       | 0              | 0                | 4              | -                | -              | 1973, 1974, 1984, 1993                                     |
| 122 | AIK                          | 0              | 0                | 4              | -                | -              | 1984, 1985, 1987, 1994                                     |
| 128 | Wisła Kraków                 | 0              | 0                | 3              | -                | -              | 1969, 1970, 1973                                           |
| 128 | Hannover 96                  | 0              | 0                | 3              | -                | -              | 1967, 1972, 1973                                           |
| 128 | Teplice                      | 0              | 0                | 3              | -                | -              | 1970, 1973, 1976                                           |
| 128 | Spartak Trnava               | 0              | 0                | 3              | -                | -              | 1974, 1976, 1979                                           |
| 128 | Nitra                        | 0              | 0                | 3              | -                | -              | 1972, 1973, 1980                                           |
| 128 | AGF                          | 0              | 0                | 3              | -                | -              | 1981, 1982, 1984                                           |
| 128 | Fortuna Düsseldorf           | 0              | 0                | 3              | -                | -              | 1967, 1984, 1986                                           |
| 128 | Pogoń Szczecin               | 0              | 0                | 3              | -                | -              | 1977, 1983, 1987                                           |
| 128 | Carl Zeiss Jena              | 0              | 0                | 3              | -                | -              | 1986, 1987, 1988                                           |
| 128 | Sparta Prag                  | 0              | 0                | 3              | -                | -              | 1980, 1985, 1989                                           |
| 128 | Kaiserslautern               | 0              | 0                | 3              | -                | -              | 1975, 1988, 1989                                           |
| 128 | Swarovski Tirol              | 0              | 0                | 3              | -                | -              | 1989, 1990, 1991                                           |
| 128 | Lyngby                       | 0              | 0                | 3              | -                | -              | 1982, 1986, 1992                                           |
| 141 | Odra Opole                   | 0              | 0                | 2              | -                | -              | 1968, 1969                                                 |
| 141 | Zagłębie Sosnowiec           | 0              | 0                | 2              | -                | -              | 1967, 1975                                                 |
| 141 | Åtvidaberg                   | 0              | 0                | 2              | -                | -              | 1971, 1975                                                 |
| 141 | VÖEST Linz                   | 0              | 0                | 2              | -                | -              | 1972, 1975                                                 |
| 141 | ROW Rybnik                   | 0              | 0                | 2              | -                | -              | 1973, 1975                                                 |
| 141 | Frem                         | 0              | 0                | 2              | -                | -              | 1969, 1977                                                 |
| 141 | TTS Trenčín                  | 0              | 0                | 2              | -                | -              | 1969, 1977                                                 |
| 141 | Lokomotíva Košice            | 0              | 0                | 2              | -                | -              | 1968, 1978                                                 |
| 141 | Widzew Łódź                  | 0              | 0                | 2              | -                | -              | 1976, 1982                                                 |
| 141 | MOL Fehérvár                 | 0              | 0                | 2              | -                | -              | 1983, 1984                                                 |
| 141 | Rot-Weiß Erfurt              | 0              | 0                | 2              | -                | -              | 1985, 1986                                                 |
| 141 | Újpest                       | 0              | 0                | 2              | -                | -              | 1985, 1986                                                 |
| 141 | Erzgebirge Aue               | 0              | 0                | 2              | -                | -              | 1985, 1987                                                 |
| 141 | Brøndby                      | 0              | 0                | 2              | -                | -              | 1986, 1987                                                 |
| 141 | Tatabánya                    | 0              | 0                | 2              | -                | -              | 1987, 1989                                                 |
| 141 | Chemnitz                     | 0              | 0                | 2              | -                | -              | 1968, 1990                                                 |
| 141 | Lech Poznań                  | 0              | 0                | 2              | -                | -              | 1986, 1990                                                 |
| 141 | First Vienna                 | 0              | 0                | 2              | -                | -              | 1988, 1990                                                 |
| 141 | Luzern                       | 0              | 0                | 2              | -                | -              | 1989, 1990                                                 |
| 141 | B 1903                       | 0              | 0                | 2              | -                | -              | 1989, 1991                                                 |
| 141 | Örebro                       | 0              | 0                | 2              | -                | -              | 1989, 1991                                                 |
| 141 | Neuchâtel Xamax              | 0              | 0                | 2              | -                | -              | 1990, 1991                                                 |
| 163 | KB                           | 0              | 0                | 1              | -                | -              | 1967                                                       |
| 163 | Lierse                       | 0              | 0                | 1              | -                | -              | 1967                                                       |
| 163 | Lugano                       | 0              | 0                | 1              | -                | -              | 1967                                                       |
| 163 | ADO Den Haag                 | 0              | 0                | 1              | -                | -              | 1968                                                       |
| 163 | Espanyol                     | 0              | 0                | 1              | -                | -              | 1968                                                       |
| 163 | Hansa Rostock                | 0              | 0                | 1              | -                | -              | 1968                                                       |
| 163 | Legia Warszawa               | 0              | 0                | 1              | -                | -              | 1968                                                       |
| 163 | Nürnberg                     | 0              | 0                | 1              | -                | -              | 1968                                                       |
| 163 | Sporting Lissabon            | 0              | 0                | 1              | -                | -              | 1968                                                       |
| 163 | Greuther Fürth               | 0              | 0                | 1              | -                | -              | 1969                                                       |
| 163 | Szombierki Bytom             | 0              | 0                | 1              | -                | -              | 1969                                                       |
| 163 | Žilina                       | 0              | 0                | 1              | -                | -              | 1969                                                       |
| 163 | MVV Maastricht               | 0              | 0                | 1              | -                | -              | 1970                                                       |
| 163 | Fotbal Třinec                | 0              | 0                | 1              | -                | -              | 1971                                                       |
| 163 | Servette                     | 0              | 0                | 1              | -                | -              | 1971                                                       |
| 163 | Stal Mielec                  | 0              | 0                | 1              | -                | -              | 1971                                                       |
| 163 | Saint-Étienne                | 0              | 0                | 1              | -                | -              | 1972                                                       |
| 163 | Fabril Barreiro              | 0              | 0                | 1              | -                | -              | 1974                                                       |
| 163 | Belenenses                   | 0              | 0                | 1              | -                | -              | 1975                                                       |
| 163 | Čelik Zenica                 | 0              | 0                | 1              | -                | -              | 1975                                                       |
| 163 | Wacker Innsbruck             | 0              | 0                | 1              | -                | -              | 1975                                                       |
| 163 | Djurgården                   | 0              | 0                | 1              | -                | -              | 1976                                                       |
| 163 | Slavija Sofia                | 0              | 0                | 1              | -                | -              | 1977                                                       |
| 163 | Grazer AK                    | 0              | 0                | 1              | -                | -              | 1978                                                       |
| 163 | Tatran Prešov                | 0              | 0                | 1              | -                | -              | 1978                                                       |
| 163 | Pirin Blagoevgrad            | 0              | 0                | 1              | -                | -              | 1979                                                       |
| 163 | Budućnost Podgorica          | 0              | 0                | 1              | -                | -              | 1981                                                       |
| 163 | Hvězda Cheb                  | 0              | 0                | 1              | -                | -              | 1981                                                       |
| 163 | Molenbeek                    | 0              | 0                | 1              | -                | -              | 1981                                                       |
| 163 | Stuttgarter Kickers          | 0              | 0                | 1              | -                | -              | 1981                                                       |
| 163 | Wiener SC                    | 0              | 0                | 1              | -                | -              | 1981                                                       |
| 163 | Admira Wacker Mödling        | 0              | 0                | 1              | -                | -              | 1982                                                       |
| 163 | Brage                        | 0              | 0                | 1              | -                | -              | 1982                                                       |
| 163 | Sloboda Tuzla                | 0              | 0                | 1              | -                | -              | 1983                                                       |
| 163 | Vítkovice                    | 0              | 0                | 1              | -                | -              | 1983                                                       |
| 163 | GKS Katowice                 | 0              | 0                | 1              | -                | -              | 1984                                                       |
| 163 | Górnik Zabrze                | 0              | 0                | 1              | -                | -              | 1985                                                       |
| 163 | Maccabi Haifa                | 0              | 0                | 1              | -                | -              | 1985                                                       |
| 163 | MTK Budapest                 | 0              | 0                | 1              | -                | -              | 1985                                                       |
| 163 | Union Berlin                 | 0              | 0                | 1              | -                | -              | 1986                                                       |
| 163 | Etăr Veliko Tărnovo          | 0              | 0                | 1              | -                | -              | 1987                                                       |
| 163 | Ikast                        | 0              | 0                | 1              | -                | -              | 1988                                                       |
| 163 | Næstved                      | 0              | 0                | 1              | -                | -              | 1989                                                       |
| 163 | Örgryte                      | 0              | 0                | 1              | -                | -              | 1989                                                       |
| 163 | GAIS                         | 0              | 0                | 1              | -                | -              | 1990                                                       |
| 163 | DAC 1904 Dunajská Streda     | 0              | 0                | 1              | -                | -              | 1991                                                       |
| 163 | Dukla Banská Bystrica        | 0              | 0                | 1              | -                | -              | 1991                                                       |
| 163 | Lausanne-Sport               | 0              | 0                | 1              | -                | -              | 1991                                                       |
| 163 | FC Köpenhamn                 | 0              | 0                | 1              | -                | -              | 1992                                                       |
| 163 | Lokomotiv Gorna Orjachovitsa | 0              | 0                | 1              | -                | -              | 1992                                                       |
| 163 | Siófok                       | 0              | 0                | 1              | -                | -              | 1992                                                       |
| 163 | Dynamo Dresden               | 0              | 0                | 1              | -                | -              | 1993                                                       |
| 163 | Trelleborg                   | 0              | 0                | 1              | -                | -              | 1993                                                       |
| 163 | Austria Wien                 | 0              | 0                | 1              | -                | -              | 1994                                                       |
| 163 | Békéscsaba 1912 Előre        | 0              | 0                | 1              | -                | -              | 1994                                                       |

## Resultat per land
Nedanstående tabell presenterar det sammanlagda antalet finalvinster och -förluster samt gruppvinster (endast 1967–1994) per land av Intertotocupen.
| Nr | Land                    | Final- vinster | Final- förluster | Grupp- vinster | Finalvinstår                                                                   | Finalförlustår               | Gruppvinstår |
| -- | ----------------------- | -------------- | ---------------- | -------------- | ------------------------------------------------------------------------------ | ---------------------------- | --- |
| 1  | Frankrike               | 16             | 5                | 3              | 1995 (2), 1996, 1997 (3), 1999, 2001 (2), 2004, 2005 (2), 2006 (2), 2007, 2008 | 1997, 1999 (2), 2000, 2002   | 1967, 1970, 1972 |
| 2  | Tyskland                | 12             | 5                | 50             | 1966, 1967, 1996, 1998, 2000, 2002, 2003, 2004, 2005, 2006, 2007, 2008         | 1965, 1995, 1997, 1999, 2003 | 1967 (2), 1968 (4), 1969, 1970 (2), 1971 (2), 1972 (2), 1973 (2), 1974 (2), 1975 (2), 1976, 1977, 1978 (3), 1979 (2), 1981 (2), 1984, 1985 (3), 1986 (4), 1987 (2), 1988 (4), 1989, 1990 (2), 1991, 1992 (2), 1993, 1994 |
| 3  | Spanien                 | 7              | 5                | 1              | 1998, 2000, 2002, 2003, 2004, 2007, 2008                                       | 2002, 2004, 2005 (2), 2006   | 1968 |
| 4  | Italien                 | 6              | 3                | 0              | 1998, 1999, 2000, 2003, 2007, 2008                                             | 1963, 2001, 2002             | - |
| 5  | England                 | 6              | 1                | 0              | 1999, 2001, 2002, 2006, 2007, 2008                                             | 2001                         | - |
| 6  | Österrike               | 3              | 3                | 17             | 2006, 2007, 2008                                                               | 1995, 1998, 2003             | 1970, 1971, 1972, 1975 (2), 1978, 1981, 1982, 1988, 1989, 1990 (2), 1991 (2), 1992, 1993, 1994 |
| 7  | Danmark                 | 3              | 1                | 18             | 1996, 2006, 2007                                                               | 2008                         | 1967, 1969, 1977, 1981, 1982 (2), 1984, 1986 (2), 1987, 1988, 1989 (2), 1990, 1991, 1992 (3) |
| 8  | Nederländerna           | 2              | 4                | 7              | 1962, 2006                                                                     | 1962, 2003, 2007, 2008       | 1967, 1968 (3), 1970, 1973, 1983 |
| 9  | Sverige                 | 2              | 3                | 44             | 2007, 2008                                                                     | 1966, 1997, 2006             | 1967, 1969 (2), 1970, 1971, 1972, 1973, 1974, 1975, 1976 (2), 1977 (2), 1978, 1980 (4), 1981, 1982 (3), 1983 (2), 1984 (2), 1985 (2), 1986 (2), 1987 (2), 1988 (2), 1989 (2), 1990 (2), 1991, 1993 (3), 1994 (2)         |
| 10 | Rumänien                | 2              | 3                | 0              | 2007, 2008                                                                     | 2005, 2006, 2007             | - |
| 11 | Slovakien               | 2              | 1                | 29             | 1963, 1964                                                                     | 1967                         | 1967, 1968 (3), 1969 (2), 1970 (2), 1972 (2), 1973 (2), 1974 (3), 1976 (2), 1977 (3), 1978 (2), 1979, 1980, 1990, 1991 (2), 1992, 1994                                                                                   |
| 12 | Schweiz                 | 2              | 1                | 21             | 2006, 2008                                                                     | 2001                         | 1967, 1971, 1973, 1974, 1976, 1979, 1983, 1984, 1988 (2), 1989 (2), 1990 (2), 1991 (3), 1993 (2), 1994 (2) |
| 13 | Portugal                | 2              | 1                | 3              | 2007, 2008                                                                     | 2004                         | 1968, 1974, 1975 |
| 14 | Polen                   | 1              | 2                | 24             | 1965                                                                           | 1964, 1998                   | 1967 (3), 1968 (2), 1969 (3), 1970 (2), 1971, 1973 (2), 1975 (2), 1976, 1977, 1982, 1983, 1984, 1985, 1986, 1987, 1990                                                                                                   |
| 15 | Turkiet                 | 1              | 2                | 0              | 2006                                                                           | 2007, 2008                   | - |
| 16 | Norge                   | 1              | 1                | 0              | 2008                                                                           | 2006                         | - |
| 17 | Cypern                  | 1              | 0                | 0              | 2006                                                                           | -                            | - |
| 17 | Slovenien               | 1              | 0                | 0              | 2006                                                                           | -                            | - |
| 17 | Kazakstan               | 1              | 0                | 0              | 2007                                                                           | -                            | - |
| 20 | Ryssland                | 0              | 5                | 0              | -                                                                              | 1996, 2000, 2006, 2007, 2008 | - |
| 21 | Belgien                 | 0              | 3                | 7              | -                                                                              | 1996, 2006, 2007             | 1967, 1974, 1980, 1981 (2), 1982, 1984 |
| 22 | Grekland                | 0              | 3                | 0              | -                                                                              | 2006, 2007, 2008             | - |
| 22 | Ukraina                 | 0              | 3                | 0              | -                                                                              | 2006, 2007, 2008             | - |
| 24 | Tjeckien                | 0              | 2                | 33             | -                                                                              | 2000, 2004                   | 1970 (3), 1971, 1972, 1973, 1974, 1975, 1976 (3), 1977, 1978, 1979 (3), 1980 (2), 1981, 1982 (2), 1983 (2), 1984, 1985 (2), 1986 (2), 1988, 1989 (2), 1992, 1993                                                         |
| 25 | Israel                  | 0              | 2                | 5              | -                                                                              | 2006, 2008                   | 1978, 1980, 1983, 1984, 1985 |
| 26 | Bulgarien               | 0              | 2                | 4              | -                                                                              | 2007, 2008                   | 1977, 1979, 1987, 1992 |
| 27 | Serbien                 | 0              | 2                | 1              | -                                                                              | 1998, 2007                   | 1976 |
| 28 | Moldavien               | 0              | 2                | 0              | -                                                                              | 2006, 2007                   | - |
| 29 | Ungern                  | 0              | 1                | 9              | -                                                                              | 2008                         | 1983, 1984, 1985 (2), 1986, 1987, 1989, 1992, 1994 |
| 30 | Kroatien                | 0              | 1                | 0              | -                                                                              | 1996                         | - |
| 30 | Skottland               | 0              | 1                | 0              | -                                                                              | 2006                         | - |
| 30 | Litauen                 | 0              | 1                | 0              | -                                                                              | 2007                         | - |
| 30 | Azerbajdzjan            | 0              | 1                | 0              | -                                                                              | 2008                         | - |
| 30 | Lettland                | 0              | 1                | 0              | -                                                                              | 2008                         | - |
| 35 | Bosnien och Hercegovina | 0              | 0                | 2              | -                                                                              | -                            | 1975, 1983 |
| 36 | Montenegro              | 0              | 0                | 1              | -                                                                              | -                            | 1981 |

1. ↑  Inklusive Västtyskland (1–0–34) och Östtyskland (1–1–11)
2. ↑  Inklusive Tjeckoslovakien (2–1–28)
3. ↑  Inklusive Tjeckoslovakien (0–0–32)
4. ↑  Inklusive SFR Jugoslavien (0–0–1) och FR Jugoslavien (0–1–0)
5. ↑  Inklusive SFR Jugoslavien (0–0–2)
6. ↑  Inklusive SFR Jugoslavien (0–0–1)

## Maratontabell
Nedanstående tabell presenterar de tio främsta klubbarna i Intertotocupens historia. Vinst ger två poäng.
| Nr | Klubb                  | S   | V  | O  | F  | GM  | IM  | MS   | P   |
| -- | ---------------------- | --- | -- | -- | -- | --- | --- | ---- | --- |
| 1  | Malmö FF               | 170 | 82 | 42 | 46 | 308 | 207 | +101 | 206 |
| 2  | Standard Liège         | 124 | 53 | 37 | 34 | 205 | 158 | +47  | 143 |
| 3  | Slovan Bratislava      | 84  | 52 | 19 | 13 | 180 | 89  | +91  | 123 |
| 4  | Grasshoppers           | 130 | 45 | 25 | 60 | 190 | 233 | −43  | 115 |
| 5  | Inter Bratislava       | 92  | 51 | 12 | 29 | 207 | 130 | +77  | 114 |
| 6  | Eintracht Braunschweig | 90  | 48 | 16 | 26 | 168 | 112 | +56  | 112 |
| 7  | IFK Göteborg           | 98  | 48 | 16 | 34 | 208 | 168 | +40  | 112 |
| 8  | Slavia Prag            | 80  | 49 | 12 | 19 | 183 | 97  | +86  | 110 |
| 9  | IFK Norrköping         | 118 | 41 | 26 | 51 | 211 | 214 | −3   | 108 |
| 10 | Young Boys             | 126 | 39 | 22 | 65 | 177 | 266 | −89  | 100 |

1. ↑  Poängen för Tirol Innsbruck, som enligt källan ligger på tionde plats med 107 poäng (om vinst ger två poäng) är egentligen summan av poängen för tre klubbar – Wacker (SSW) Innsbruck, Swarovski Tirol och Tirol Innsbruck

## Flest matcher
Nedanstående tabell presenterar de tio främsta spelarna när det gäller antalet matcher i Intertotocupens historia.

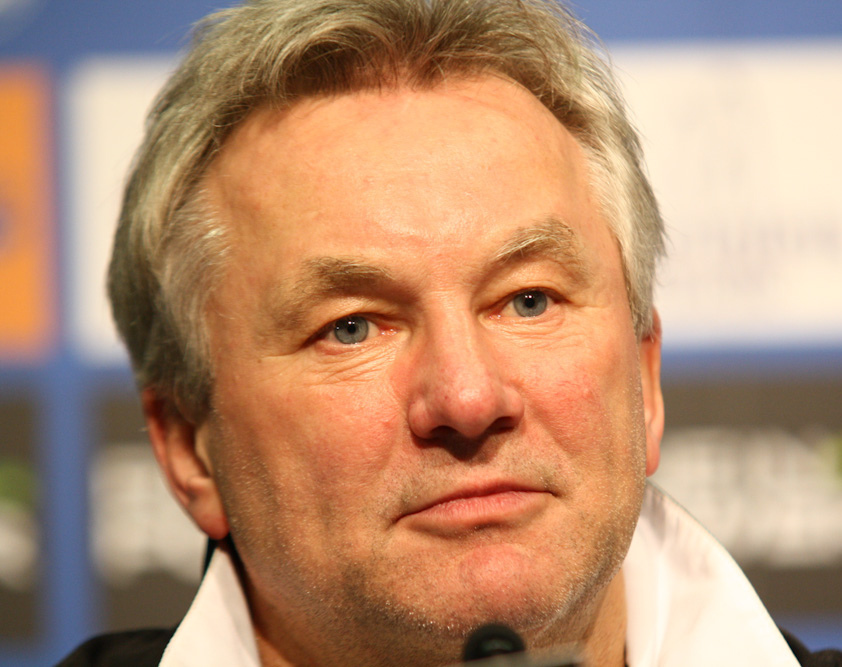
Benno Möhlmann spelade näst flest matcher i cupens historia.

| Nr | Spelare          | Matcher | År        | Klubb(ar)                                        |
| -- | ---------------- | ------- | --------- | ------------------------------------------------ |
| 1  | Karl-Heinz Kamp  | 36      | 1970–1983 | Werder Bremen (36)                               |
| 2  | Benno Möhlmann   | 33      | 1979–1985 | Werder Bremen (33)                               |
| 3  | Dieter Burdenski | 32      | 1979–1985 | Werder Bremen (32)                               |
| 4  | Perry Bräutigam  | 29      | 1985–1989 | Carl Zeiss Jena (29)                             |
| 4  | Stefan Böger     | 29      | 1985–1997 | Carl Zeiss Jena (24), Duisburg (1), Hamburg (4)  |
| 4  | Uwe Reinders     | 29      | 1978–1983 | Werder Bremen (29)                               |
| 4  | Frank Rost       | 29      | 1996–2007 | Werder Bremen (15), Schalke 04 (12), Hamburg (2) |
| 8  | Tibor Végh       | 28      | 1978–1987 | Videoton (28)                                    |
| 9  | Norbert Meier    | 27      | 1980–1985 | Werder Bremen (27)                               |
| 9  | Dorinel Munteanu | 27      | 1995–2005 | Köln (9), Wolfsburg (11), CFR Cluj (7)           |
| 9  | Mario Röser      | 27      | 1985–1989 | Carl Zeiss Jena (27)                             |
| 9  | Pablo Thiam      | 27      | 1995–2005 | Köln (7), Stuttgart (7), Wolfsburg (13)          |

## Flest mål
Nedanstående tabell presenterar de tio främsta målskyttarna i Intertotocupens historia.

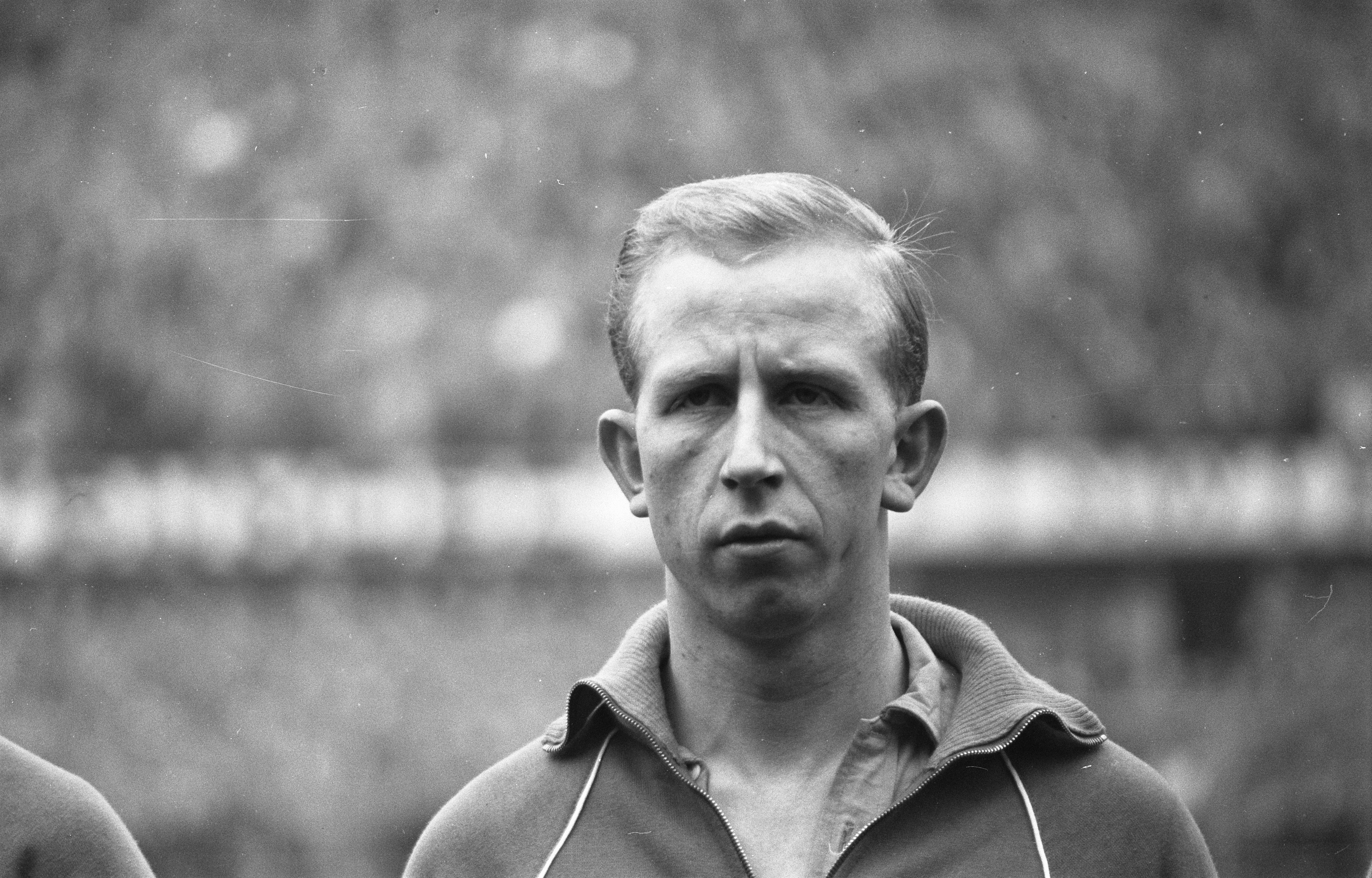
Henk Groot gjorde flest mål i cupens historia.

| Nr | Spelare            | Mål | Matcher | Målsnitt | År        | Klubb(ar)                                            |
| -- | ------------------ | --- | ------- | -------- | --------- | ---------------------------------------------------- |
| 1  | Henk Groot         | 22  | 21      | 1,05     | 1961–1968 | Ajax (22)                                            |
| 2  | Stéphane Guivarc'h | 18  | 18      | 1        | 1996–2000 | Rennes (4), Auxerre (14)                             |
| 2  | Uwe Reinders       | 18  | 29      | 0,62     | 1978–1983 | Werder Bremen (18)                                   |
| 4  | Cees Groot         | 17  | 16      | 1,06     | 1961–1963 | Ajax (17)                                            |
| 4  | József Szabó       | 17  | 21      | 0,81     | 1978–1987 | Videoton (17)                                        |
| 6  | Adolf Scherer      | 16  | 19      | 0,84     | 1962–1968 | Slovnaft Bratislava (15), VSS Košice (1)             |
| 7  | Marijo Dodik       | 15  | 22      | 0,68     | 2000–2005 | Slaven Belupo Koprivnica (15)                        |
| 7  | Rudi Völler        | 15  | 18      | 0,83     | 1982–1995 | Werder Bremen (12), Bayer Leverkusen (3)             |
| 9  | Norbert Meier      | 14  | 27      | 0,52     | 1980–1985 | Werder Bremen (14)                                   |
| 10 | Eduard Glieder     | 13  | 18      | 0,72     | 1989–2003 | Grazer AK (2), Wüstenrot Salzburg (5), Superfund (6) |